# Ireneusz Nowacki
Ireneusz Nowacki pseud. Pióro (ur. 10 grudnia 1951 we Wrocławiu, zm. 12 stycznia 2017 tamże) – polski perkusista rockowy i jazzowy. Członek zespołów, takich jak m.in.: Romuald i Roman, Cross i Recydywa.

## Życiorys
Jako perkusista debiutował w 1970 roku grając przez dwa lata w grupie Za Parawanem działającej przy wrocławskim klubie studenckim T4. Następnie związany był z zespołami: Peccavi (Ryszard „Gwalbert” Misiek, Wiesław Misiek, Juliusz Mazur), Romuald & Roman (Romuald Piasecki, Andrzej Pluszcz, a następnie Włodzimierz Krakus), Kwartet Jazzowy Wiktora Zydronia, Hokus (Roman Wojciechowski, Włodzimierz Krakus, Henryk Szpernol, Jacek Berenthal), NRD-owski zespół Katja, Roman & Co. (Katja Kuczyński, Roman Runowicz, Jan Borysewicz, Z. Czerwiński, Jerzy Kaczmarek, Włodzimierz Krakus), Kameleon (Piotr Kozerawski, Włodzimierz Krakus, Romuald Frey, Tadeusz Janik), Kwartet A. Mazura (Aleksander Mazur, Jacek Krzaklewski, Mieczysław Jurecki), który współpracował z Ireną Santor i Marią Koterbską oraz Spisek.
W latach 80. XX wieku perkusista był członkiem zespołów: Art Flash (Krzysztof Cugowski, Jacek Krzaklewski, Wojciech Jaworski, Mieczysław Jurecki), Cross (Krzysztof Cugowski, Krzysztof Mandziara, Roman Tarnawski – zespół nagrał m.in. album Podwójna twarz), Zespół Polskiego Radia Wrocław pod dyr. Włodzimierza Wińskiego, Hazard (Grzegorz Markowski, Aleksander Mrożek, Andrzej Wysakowski, a po nim Krzysztof Mandziara; Roman Tarnawski), Fire Exit (Romuald Frey, Stanisław Zybowski, Wojciech Jaworski, Wojciech Szczęch, Tadeusz Nestorowicz, Mieczysław Jurecki), Jan Kowalski (Małgorzata Szczęch, Aleksander Mrożek, Wojciech Szczęch, Roman Tarnawski), Crash (Grażyna Łobaszewska, Stanisław Zybowski, Juliusz Mazur, Władysław Kwaśnicki, Andrzej Pluszcz).
Był również perkusistą blues-rockowej formacji Recydywa Blues Band przemianowanego później na Recydywę. Z zespołem tym nagrał albumy Recidive in Concert (1986) i Równowaga strachu (1988; ukazała się również anglojęzyczna wersja tego albumu), a także wystąpił na Festiwalu w Jarocinie.
W późniejszych latach grał także w zespołach: Wanted Friends (Piotr Kuźbik, Andrzej Waśniewski, Jarosław Pawlicki), Cztery Ordery (Cezary Zybała-Strzelecki, Jarosław Pawlicki, Romuald Gomułkiewicz), Birma czy CrossRecydywa. .
Zmarł 12 stycznia 2017 roku.

## Dyskografia[4]

### Albumy
- 1984: Podwójna twarz (LP Pronit, 1984)
- 1993: Podwójna twarz (CD TA Music; inna okładka + nagranie radiowe Crossu pt. Zjawy i dwa bonusy z płyty K. Cugowskiego Wokół cisza trwa – taki sam zestaw znajduje się na kasecie (MC) wydawnictwa New Abra)
- 2023: Podwójna twarz (CD Gad Records – reedycja płyty zawierająca trzy utwory dodatkowe, a mianowicie zarejestrowane w grudniu 1982 roku trzy nagrania radiowe: Zjawy, Wolę być sam, Trzeci peron[5])

### Nagrania radiowe
- Polskie Radio Wrocław (1982):?[6]
- Polskie Radio Warszawa (maj 1982): Po zmęczonych schodach w dół, Okna zamknięte na głucho[6]
- Polskie Radio Warszawa (3-6 grudnia 1982)[6]: Zjawy, Wolę być sam (muz. I. Nowacki)[7], Trzeci peron (muz. I. Nowacki)[8]

### Programy telewizyjne
- 1982: Nowe płyty Polskich Nagrań: Krzysztof Cugowski i Cross[9]
- 1983[10]: Gwiazdy, Gwiazdki, Gwiazdeczki: Krzysztof Cugowski i Cross[11][12]

### Single
- 1983: Ciągły ból głowy / Jeśli nie wiesz co jest grane (SP Tonpress)

### Albumy
- 1985: Inside Outside Songs (LP Polskie Nagrania „Muza”)

### Single
- 1984: Perfidny walc / Opowieść o naszej planecie (SP Tonpress)

### Albumy
- 1986: Recidive In Concert (LP PolJazz)
- 1988: Równowaga strachu (LP Polskie Nagrania „Muza”)
- 1989: Deadly Game (MC Atomica, wersja anglojęzyczna "Równowagi strachu")

### Single
- 1987: Kansas City / You Don’t Love Me (SP Tonpress)

### Kompilacje
- 1989: Jarocin ’88 (3 LP Polskie Nagrania „Muza”); na trzeciej płycie znalazł się utwór Nasze boogie)
- 1989: Letnia zadyma w środku zimy (2 LP Veriton; na tym wydawnictwie znalazły się trzy utwory: Good Golly Miss Molly, Hippy Hippy Shake i Rock’n’Roll)
- 2006: Live in Concert/Równowaga strachu/2 ostatnie piosenki (CD Metal Mind Productions)

### Z zespołem Wanted Friends
- 1994: Chcę być wolnym (EP, brak danych)